# Hedkornlöpare
Hedkornlöpare (Amara spreta) är en skalbagge i familjen jordlöpare som först beskrevs av Pierre François Marie Auguste Dejean 1831.
Det är en mellanstor (7,8-9,5 millimeter) art, väldigt lik guldkornlöparen men lite bredare byggd. Den finns i landets sydligaste del Det är en utpräglad torrmarksart som man hittar endast på sandmark, särskilt dynområden.